# Dideomima coquilletti
Dideomima coquilletti är en tvåvingeart som först beskrevs av Samuel Wendell Williston  1891.  Dideomima coquilletti ingår i släktet Dideomima och familjen blomflugor. Inga underarter finns listade i Catalogue of Life.